# Elecciones municipales de Cajamarca de 2006
Las elecciones municipales de Cajamarca de 2006 se llevaron a cabo el 19 de noviembre de 2006 para elegir al alcalde y al Concejo Provincial de Cajamarca para el periodo 2007-2010. La elección se celebró simultáneamente con elecciones regionales y municipales (provinciales y distritales) en todo el Perú.

## Sistema electoral
La Municipalidad Provincial de Cajamarca es el órgano administrativo y de gobierno de la provincia de Cajamarca. Está compuesta por el alcalde y el Concejo Provincial.
La votación del alcalde y el concejo se realiza en base al sufragio universal, que comprende a todos los ciudadanos nacionales mayores de dieciocho años, empadronados y residentes en la provincia de Cajamarca y en pleno goce de sus derechos políticos, así como a los ciudadanos no nacionales residentes y empadronados en la provincia de Cajamarca.
El Concejo Provincial de Cajamarca está compuesto por 11 regidores elegidos por sufragio directo para un período de cuatro (4) años, en forma conjunta con la elección del alcalde (quien lo preside). La votación es por lista cerrada y bloqueada. Se asigna a la lista ganadora los escaños según el método d'Hondt o la mitad más uno, lo que más le favorezca.

## Composición del Concejo Provincial de Cajamarca
La siguiente tabla muestra la composición del Concejo Provincial de Cajamarca antes de las elecciones.
| Partidos | Partidos                | Regidores |
| -------- | ----------------------- | --------- |
|          | Partido Aprista Peruano | 7         |
|          | Acción Popular          | 2         |
|          | Unidad Nacional         | 1         |
|          | Perú Posible            | 1         |

## Partidos y candidatos
A continuación se muestra una lista de los principales partidos y alianzas electorales que participaron en las elecciones:
| Candidatura | Candidatura | Partidos y alianzas                                                                        | Candidatos | Candidatos              | Ideología                                                          | Resultado previo | Resultado previo | Ref. |
| Candidatura | Candidatura | Partidos y alianzas                                                                        | Candidatos | Candidatos              | Ideología                                                          | Votos (%)        | Reg.             | Ref. |
| ----------- | ----------- | ------------------------------------------------------------------------------------------ | ---------- | ----------------------- | ------------------------------------------------------------------ | ---------------- | ---------------- | ---- |
|             | APRA        | Lista - Partido Aprista Peruano (APRA)                                                     |            | Edgar Horna Pereira     | Aprismo                                                            | 23.07%           | 7                |      |
|             | AP          | Lista - Acción Popular (AP)                                                                |            | Walter Pereyra Díaz     | Humanismo Nacionalismo cívico Reformismo                           | 15.38%           | 2                |      |
|             | UN          | Lista - Unidad Nacional (UN) – Partido Popular Cristiano (PPC) – Solidaridad Nacional (SN) |            | Francisco Arroyo Cobián | Democracia cristiana Conservadurismo Neoliberalismo                | 11.78%           | 1                |      |
|             | SP          | Lista - Somos Perú (SP)                                                                    |            | Pedro Vigo Limay        | Democracia cristiana Conservadurismo social                        | 5.76%            | 0                |      |
|             | APP         | Lista - Alianza para el Progreso (APP)                                                     |            | Elías Álvarez Vilca     | Liberalismo económico Conservadurismo liberal Populismo de derecha | 1.83%            | 0                |      |
|             | MNI         | Lista - Movimiento Nueva Izquierda (MNI)                                                   |            | César Aliaga Díaz       | Marxismo-leninismo Mariateguismo Socialismo democrático            | 1.08%            | 0                |      |
|             | Sí Cumple   | Lista - Agrupación Independiente Sí Cumple (Sí Cumple)                                     |            | César Zamora Vento      | Fujimorismo Populismo de derecha                                   | 0.75%            | 0                |      |
|             | UPP         | Lista - Unión por el Perú (UPP)                                                            |            | Marco La Torre Sánchez  | Nacionalismo de izquierda Socialdemocracia                         | 0.74%            | 0                |      |
|             | J           | Lista - Justicia Nacional (J)                                                              |            | Fernando Silva Martos   | Reformismo                                                         | Nuevo            | Nuevo            |      |
|             | PNP         | Lista - Partido Nacionalista Peruano (PNP)                                                 |            | Jorge Machuca Cerdán    | Socialismo democrático Nacionalismo de izquierda                   | Nuevo            | Nuevo            |      |
|             | Progr.      | Lista - Progresemos Perú (Progresemos)                                                     |            | César Amaya Álvarez     |                                                                    | Nuevo            | Nuevo            |      |
|             | FS          | Lista - Fuerza Social (FS)                                                                 |            | Rubén Vilchez Cerna     | Regionalismo cajamarquino                                          | Nuevo            | Nuevo            |      |
|             | MICA        | Lista - Movimiento de Innovación Cajamarca (MICA)                                          |            | Armando Loli Salomón    | Regionalismo cajamarquino                                          | Nuevo            | Nuevo            |      |

## Resultados

### Sumario general
| |                                                |              |              |              |           |           |  |  |
| Partidos y coaliciones | Partidos y coaliciones                         | Voto popular | Voto popular | Voto popular | Regidores | Regidores |  |  |
| Partidos y coaliciones | Partidos y coaliciones                         | Votos        | %            | ±pp          | Total     | +/−       |  |  |
| | Unión por el Perú (UPP)1                       | 25,256       | 19.69        | +18.95       | 7         | +7        |  |  |
| | Partido Aprista Peruano (APRA)                 | 23,574       | 18.38        | –4.69        | 2         | –5        |  |  |
| | Fuerza Social (FS)                             | 22,997       | 17.93        | Nuevo        | 1         | +1        |  |  |
| | Acción Popular (AP)                            | 18,466       | 14.39        | –0.99        | 1         | –1        |  |  |
| | Partido Nacionalista Peruano (PNP)             | 8,921        | 6.95         | Nuevo        | 0         | ±0        |  |  |
| | Movimiento de Innovación Cajamarca (MICA)      | 8,349        | 6.51         | Nuevo        | 0         | ±0        |  |  |
| | Unidad Nacional (UN)                           | 6,872        | 5.36         | –6.42        | 0         | –1        |  |  |
| | Agrupación Independiente Sí Cumple (Sí Cumple) | 4,160        | 3.24         | n/a          | 0         | ±0        |  |  |
| | Justicia Nacional (J)                          | 3,087        | 2.41         | Nuevo        | 0         | ±0        |  |  |
| | Movimiento Nueva Izquierda (MNI)               | 2,042        | 1.59         | +0.51        | 0         | ±0        |  |  |
| | Progresemos Perú (Progresemos)                 | 1,863        | 1.45         | Nuevo        | 0         | ±0        |  |  |
| | Alianza para el Progreso (APP)                 | 1,459        | 1.14         | –0.69        | 0         | ±0        |  |  |
| | Somos Perú (SP)                                | 1,246        | 0.97         | –4.79        | 0         | ±0        |  |  |
| |                                                |              |              |              |           |           |  |  |
| Total | Total                                          | 128,292      |              |              | 11        | ±0        |  |  |
| |                                                |              |              |              |           |           |  |  |
| Votos válidos | Votos válidos                                  | 128,292      | 79.37        | +6.43        |           |           |  |  |
| Votos en blanco | Votos en blanco                                | 13,476       | 8.34         | +0.50        |           |           |  |  |
| Votos nulos | Votos nulos                                    | 19,879       | 12.30        | –6.92        |           |           |  |  |
| Votos emitidos | Votos emitidos                                 | 161,647      | 90.23        | +2.26        |           |           |  |  |
| Abstenciones | Abstenciones                                   | 17,496       | 9.77         | –2.26        |           |           |  |  |
| Votantes registrados | Votantes registrados                           | 179,143      |              |              |           |           |  |  |
| |                                                |              |              |              |           |           |  |  |
| Fuente: |                                                |              |              |              |           |           |  |  |
| Notas al pie: 1 Comparado con los resultados de Agrupación Independiente Unión por el Perú - Frente Amplio (UPP) en las elecciones de 2002. |                                                |              |              |              |           |           |  |  |
| Notas al pie: |                                                |              |              |              |           |           |  |  |
| 1 Comparado con los resultados de Agrupación Independiente Unión por el Perú - Frente Amplio (UPP) en las elecciones de 2002.               |                                                |              |              |              |           |           |  |  |

## Elecciones municipales distritales

### Resultados por distrito
La siguiente tabla enumera el control de los distritos de la provincia de Cajamarca. El cambio de mando de una organización política se resalta del color de ese partido.
| Distrito           | Alcalde(sa) titular      | Partido político | Partido político               | Alcalde(sa) electo(a)    | Partido político | Partido político             |
| ------------------ | ------------------------ | ---------------- | ------------------------------ | ------------------------ | ---------------- | ---------------------------- |
| Asunción           | Juan Torrel Rabanal      |                  | Partido Aprista Peruano        | Juan Torrel Rabanal      |                  | Partido Aprista Peruano      |
| Chetilla           | Antonio Soto Fructuoso   |                  | Perú Posible                   | Israel Mendoza Tomay     |                  | Partido Aprista Peruano      |
| Cospán             | Luciano Méndez Alcántara |                  | Frente Independiente Renovador | Luciano Méndez Alcántara |                  | Frente Regional de Cajamarca |
| Encañada           | Cristóbal Valera Sánchez |                  | Venceremos                     | Lifoncio Vera Sánchez    |                  | Progresemos Perú             |
| Jesús              | Benedicto Bazán Mercado  |                  | Partido Aprista Peruano        | Marco Ruiz Ortiz         |                  | Fuerza Social                |
| Llacanora          | Jorge Lozano Mejía       |                  | Fuerza Democrática             | Roberto Llamoga Ramírez  |                  | Fuerza Social                |
| Los Baños del Inca | José Pajares Abanto      |                  | Fuerza Democrática             | Santos Dávila Silva      |                  | Acción Popular               |
| Magdalena          | Simeón Godoy Quiroz      |                  | Perú Posible                   | Isaías Tarrillo Terrones |                  | Acción Popular               |
| Matara             | Ramiro Bardales Vigo     |                  | Acción Popular                 | Ramiro Bardales Vigo     |                  | Partido Aprista Peruano      |
| Namora             | Leandro Pérez Ocas       |                  | Perú Posible                   | José Briones Álvarez     |                  | Acción Popular               |
| San Juan           | Edinson Terán Medina     |                  | Unidad Nacional                | Edinson Terán Medina     |                  | Unidad Nacional              |